# (16929) Hurník
16929 Hurnik (1998 FP73) – planetoida z pasa głównego asteroid okrążająca Słońce w ciągu 5,34 lat w średniej odległości 3,06 j.a. Odkryta 31 marca 1998 roku.